# Tinktinkgraszanger
De tinktinkgraszanger (Cisticola textrix) is een zangvogel uit de familie Cisticolidae.

## Verspreiding en leefgebied
Deze soort komt voor in zuidelijk Afrika en telt vijf ondersoorten:
- C. t. bulubulu: westelijk Angola.
- C. t. anselli: oostelijk Angola en westelijk Zambia.
- C. t. major: centraal en oostelijk Zuid-Afrika.
- C. t. marleyi: zuidelijk Mozambique en de oostkust van Zuid-Afrika.
- C. t. textrix: zuidelijk Zuid-Afrika.

## Status
De grootte van de populatie is niet gekwantificeerd maar de soort wordt omschreven als plaatselijk algemeen. Op de Rode lijst van de IUCN heeft deze soort de status niet bedreigd.